# Willy Alfredo
Willy Alfredo, pseudoniem van Willem Jue (Gouda, 15 november 1898 – Rijswijk (ZH), 13 maart 1976), was een Nederlandse sneldichter.

## Loopbaan
Van beroep was hij bakker. Rond 1935 begon hij op te treden voor publiek, op feesten en partijen. Tijdens de voorstellingen kon het publiek in de zaal trefwoorden noemen en daar maakte hij vervolgens ter plekke een eenvoudig rijmpje op. Hij maakte furore met de uitdagende kreet: "Roept u maar!" Van zijn diensten werd graag gebruikgemaakt bij het sinterklaasfeest. Hij was tot op hoge leeftijd actief.
Alfredo overleed op 77-jarige leeftijd aan een hartaanval. Hij werd op 18 maart 1976 op begraafplaats Nieuw Eykenduynen in Den Haag begraven. Het graf is inmiddels geruimd.

## Anekdote
Alfredo las geen kranten en wist niet dat er een nieuwe minister-president was benoemd: De Quay. Toen die naam hem werd toegeroepen, dichtte hij: 'De kraai dat is een vogel, boven op het dak, daar voelt zich het beestje, het meest op zijn gemak'. De hilariteit was groot. Alfredo, geïrriteerd: Zit nou niet zo te schreeuwen, ik heb het wel gehoord, ik sta hier toch te zingen op het opgegeven woord. Na een toelichting van de begeleidende pianist, Dick Harris, dat de premier bedoeld werd dichtte Alfredo verder iets in de trant van: De Quay dat is een kerel die niemand kent, maar toch wordt zo'n man in dit land minister-president.

## Trivia
Frans Halsema maakte een parodie op Willy Alfredo waarbij Willy Alfredo's veelgebruikte zinnen zoals "We zitten hier gezellig en we zitten hier O.K." gebruikt werden. Frans Halsema deed dat in het theaterprogramma "Met blijdschap geven wij kennis", dat hij samen met Gerard Cox en Adèle Bloemendaal in 1969 in de Nederlandse theaters bracht. Daarin werd ook het trefwoord "De Quay" verhaspeld naar "De Kraai".
Toen de Nederlandse zanger Willy Alberti in 1985 overleed, rijmde de radiopresentator Ivo de Wijs op de VARA-radio met een knipoog naar Alfredo: "Er was eens een vrouw in Toledo, die deed het graag met een torpedo, Padadam Tadadam, Padadam Tadadam, ...God, wat missen we Willy... Alfredo".
- Library of Congress Control Number: nb2014014617
- MusicBrainz: b3903df3-28c1-4669-a6e6-36f47dbb60e0
- Nederlandse Thesaurus van Auteursnamen: 326185216
- Virtual International Authority File: 287209957